# Feeding Sea Lions
«Feeding Sea Lions» — американский короткометражный документальный фильм студии Lubin Manufacturing Company.

## Сюжет
Капитан Пол Бойтон кормит двенадцать морских львов, после чего они следуют за ним, а он уходит в воду и продолжает их кормить. Один из них крадёт часть еды из корзины...